# Kostadin Blagojev
Kostadin Blagojev (Bulgaars : Костадин Благоев) (Sofia, 16 februari 1927) was een voormalige bulgaars voetballer. Hij had gespeeld bij Septemvri Sofia, FK Lokomotiv 1929 Sofia, CSKA Sofia en Doenav Roese.

## Loopbaan
Blagojev maakte zijn debuut voor Bulgarije in 1948. Hij heeft 5 wedstrijden gespeeld voor de nationale ploeg. Hij zat in de selectie die deed mee aan het voetbaltoernooi op de Olympische Zomerspelen 1952.